# Bitwa pod Rudnią Baranowską

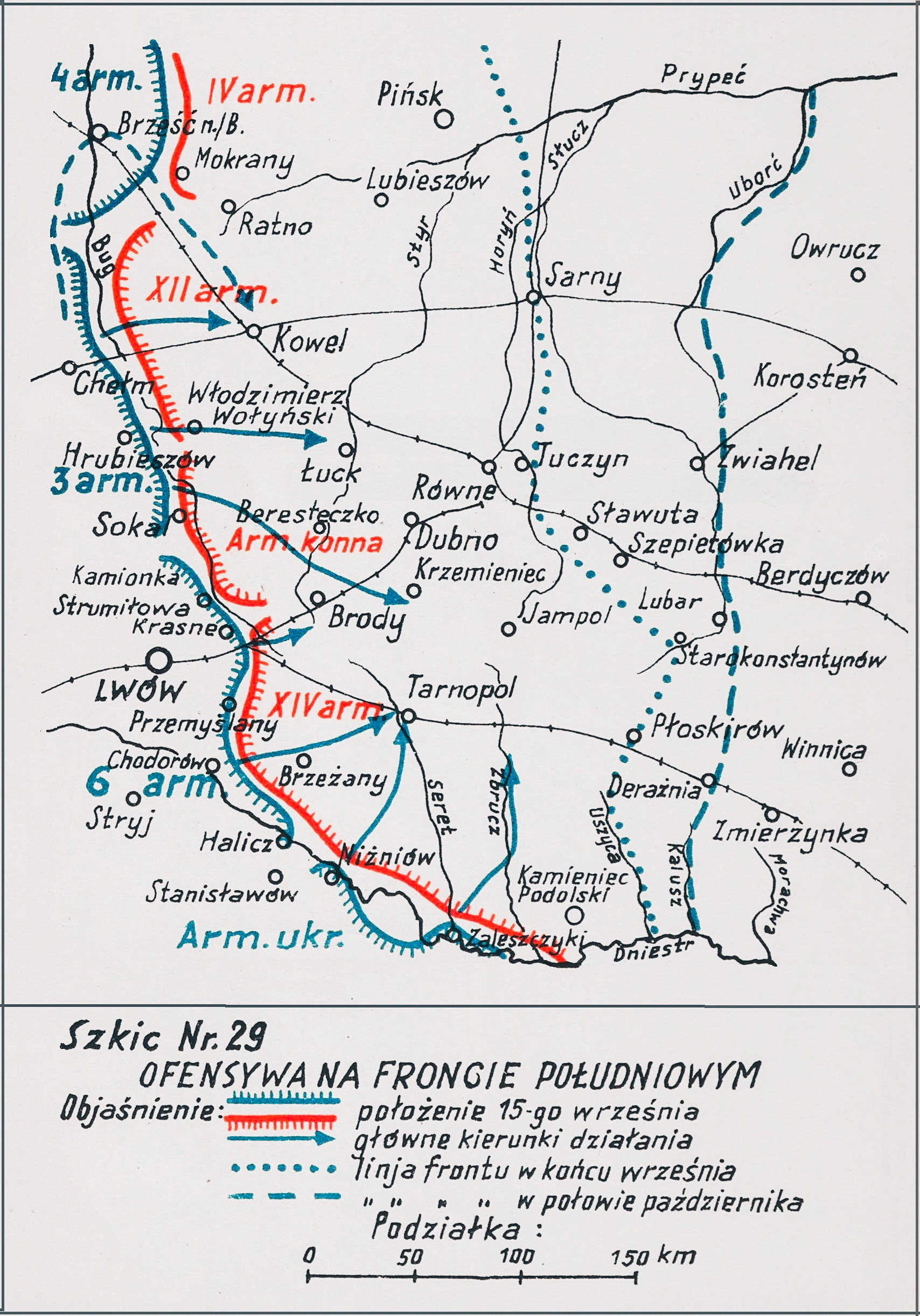
Adam Przybylski,
Wojna Polska 1918–1921

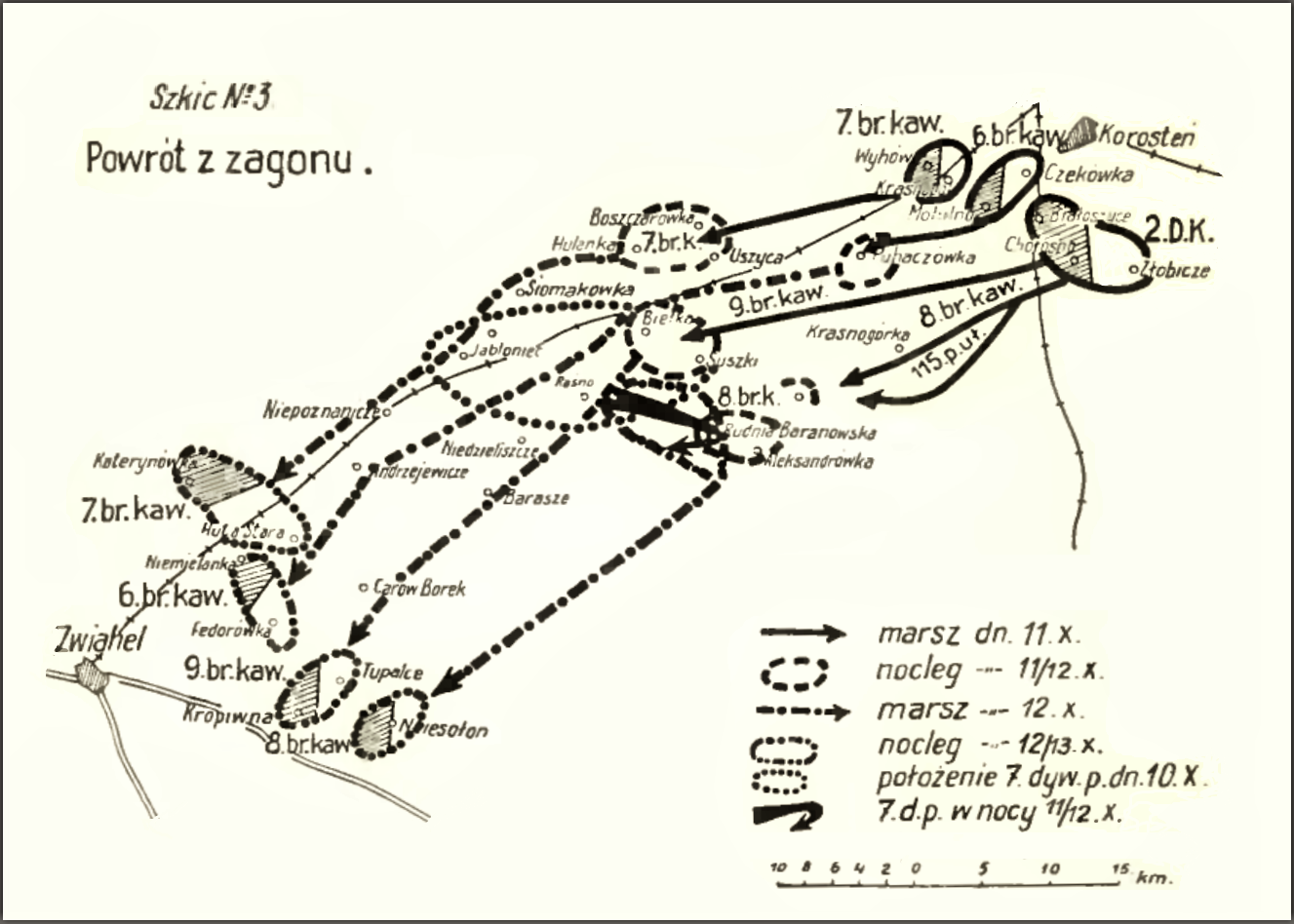
Powrót wojsk z zagonu na Korosteń

Bitwa pod Rudnią Baranowską – część bitwy wołyńsko-podolskiej, walki polskiej 8 Brygady Jazdy ppłk. Stanisława Grzmota-Skotnickiego z sowiecką 7 Dywizją Strzelców Aleksandra Golikowa w czasie ofensywy jesiennej wojsk polskich na Ukrainie w okresie wojny polsko-bolszewickiej.

## Geneza
2 września, jeszcze w czasie walk pod Zamościem, Naczelne Dowództwo Wojska Polskiego zdecydowało, iż 3. i 6 Armia, po stosownym przegrupowaniu, około 10 września podejmą większą akcję zaczepną w kierunku wschodnim celem „nie tylko odrzucenia nieprzyjaciela poza granice Małopolski, lecz także rozbicia i zdezorganizowania jego sił tak, aby później można było utrzymać front przy użyciu słabych sił własnych". 3 Armia gen. Władysława Sikorskiego przystąpiła do działań 10 września. Wstępnym etapem był zagon grupy motorowej mjr. Włodzimierza Bochenka wyprowadzony z Włodawy, który przeprawił się przez Bug i następnego dnia opanował Kowel. Za nim ruszyło natarcie sił głównych armii, w tym jej grupa manewrowa – Korpus Jazdy gen. Juliusza Rómmla. 16 września, działający na styku sowieckich 12 i 14 Armii Korpus Jazdy płk. Juliusza Rómmla, przy słabym oporze przeciwnika, sforsował Styr na południe od Łucka i ruszył na Równe. Będąc w pościgu za cofającymi się wojskami 12 Armii Nikołaja Kuźmina, 28 września dotarł do Słuczy w rejonie Zwiahla. Stąd, po kilkudniowym odpoczynku, Naczelne Dowództwo Wojska Polskiego zdecydowało się na zorganizowanie zagonu na Korosteń. Celem rozpoznania sił przeciwnika, zagon poprzedzony był serią wypadów za rzekę. Działania na Korosteń zakończyły się spektakularnym sukcesem Korpusu Jazdy płk. Juliusza Rómmla.

## Walczące wojska
| Jednostka               | Dowódca                         | Podporządkowanie |
| Wojsko Polskie          |                                 |                  |
| dowództwo Korpusu Jazdy | płk Juliusz Rómel               | 6 Armia          |
| 2 Dywizja Jazdy         | płk Gustaw Orlicz-Dreszer       | Korpus Jazdy     |
| ⇒ 8 Brygada Jazdy       | ppłk Stanisław Grzmot-Skotnicki | 2 Dywizja Jazdy  |
| → 2 pułk ułanów         | ppłk Wincenty Jasiewicz         | 8 Brygada Jazdy  |
| → 108 pułk ułanów       | rtm. Piotr Głogowski            | 8 Brygada Jazdy  |
| Armia Czerwona          |                                 |                  |
| 7 Dywizja Strzelców     | Aleksandr Golikow               | 12 Armia         |

## Działania pod Rudnią Baranowską
Wracająca ze zwycięskiego zagonu na Korosteń, 8 Brygada Jazdy ppłk. Stanisława Grzmota-Skotnickiego wieczorem 11 października zatrzymała się na nocleg na północny wschód od Zwiahla. W Słobodzie Aleksandrówce stanął sztab brygady, 108 pułk ułanów i 8 dywizjon artylerii konnej, w Słobodzie Baranówce 115 pułk ułanów, a 2 pułk ułanów zajął Rudnię Baranowską. Liczący w tym dniu 350 żołnierzy, 4 działa i 6 taczanek 2 pułk ułanów po raz pierwszy od kilku dni spożył gorący posiłek. Postój pułku ubezpieczały dookrężnie wystawione placówki. Około 23.00 zachodnie elementy ubezpieczenia postoju zauważyły nadchodzące oddziały sowieckiej 7 Dywizji Strzelców. Zaalarmowany strzałami dowódca pułku mjr Wincenty Jasiewicz wysłał w ten rejon spieszone trzy szwadrony. Rozpoczęła się walka ogniowa. Posiadający przewagę liczebną przeciwnik przechodził do ataku na bagnety. W krytycznym dla pułku położeniu dwa plutony 2 szwadronu rozpoczęły szarżę. Jednak ostrzeliwane ze wszystkich stron, zawróciły. Pułk został zmuszony do wycofania się w kierunku na Słobodę Aleksandrówkę. Odwrót osłaniały dwie taczanki.
Strzelanina pod Rudnią Baranowską zaalarmowała inne oddziały. Dowódca brygady ppłk Skotnicki wysłał do zaatakowanej miejscowości dwa szwadrony 108 pułku ułanów. W połowie drogi oba pułki spotkały się. Tak wzmocniony 2 pułk ułanów na rozkaz swojego dowódcy zaprzestał odwrotu i przeszedł do kontrataku. Na pole bitwy przybył też ppłk Grzmot-Skotnicki ze sztabem. Około 3.00 zauważono oznaki wyczerpania przeciwnika. Gdy dowódca brygady poderwał tyraliery do ataku na bagnety, przeciwnik rozpoczął odwrót na całej linii. Nad ranem odzyskano Rudnię Baranowską i odrzucono czerwonoarmistów w kierunku Słobody Zielenicy.
Kiedy walki ustały, w rejon rozmieszczenia sowieckiej 7 Dywizji Strzelców wysłano parlamentariuszy. Po krótkich negocjacjach cała dywizja, opuszczona przez większość dowódców i komisarzy, złożyła broń.

## Bilans walk
Bitwa pod Rudnią Baranowską była ostatnią akcją bojową 8 Brygady Jazdy ppłk. Stanisława Grzmota-Skotnickiego w wojnie polsko-bolszewickiej. Tak błyskotliwe zwycięstwo kilku szwadronów nad dywizją piechoty było możliwe dzięki pogłębiającej się demoralizacji w szeregach przeciwnika. W bitwie poległo kilkudziesięciu czerwonoarmistów. Do niewoli wzięto około 3000 jeńców, zdobyto 7 dział, 60 ckm-ów, szpital polowy, tabory dywizyjne. Straty polskie to 9 poległych i 17 rannych.